# فولاد (فیلم ۱۹۳۳)
فولاد (انگلیسی: Steel) فیلمی در ژانر درام به کارگردانی والتر روتمان است که در سال ۱۹۳۳ منتشر شد.